# Tatjana Ždanoka
Tatjana Ždanoka (en ruso: Татья́на Арка́дьевна Ждано́к, Tatiana Arkádievna Zhdanok). Riga 8 de mayo de 1950, es una matemática y política letona de origen judío, eurodiputada en el Parlamento Europeo desde 2004.
Fue copresidenta de la Unión Rusa de Letonia (URL), partido adscrito al grupo parlamentario europeo Grupo de Los Verdes/Alianza Libre Europea. También fue una de las líderes de Interfront, una organización política de oposición a la independencia de Letonia de la Unión Soviética y las reformas del mercado.

## Trayectoria política
Ždanoka inició su trayectoria política a finales de los años 1980, durante la perestroika, primero como miembro del Frente Popular, y después como una de los líderes de Interfront, una organización política opuesta a la independencia letona de la Unión Soviética y a las reformas de mercado. Entre 1971 y 1991, Ždanoka perteneció también al Partido Comunista de Letonia, aunque defiende que no formaba parte de la jerarquía del partido.
Entre 1995 y 2004 fue copresidenta del Comité de Derechos Humanos de Letonia -miembro de la Federación Internacional por los Derechos Humanos-. También fue una de las líderes de Igualdad de Derechos desde su fundación el 1993 y de la alianza Por los Derechos Humanos en una Letonia Unida.
El año 1999, después de que Letonia recuperara la independencia, se le prohibió postularse como candidata en el parlamento letón (Saeima) así como privarla de su escaño en el ayuntamiento de Riga, porque se había mantenido activa en el Partido Comunista después de que, en enero de 1991, la dirección del partido hubiera pedido un golpe de Estado contra el gobierno electo de la RSS de Letonia. Posteriormente, demandó a Letonia en el Tribunal Europeo de Derechos Humanos. Ždanoka argumentí que el Partido Comunista siguió siendo un partido legal hasta septiembre de 1991 y que permaneció en él porque creía que el Partido Comunista formaría parte del nuevo sistema democrático y multipartidista y consideraba «deshonesto abandonar el partido debido a los tiempos difíciles».
Con el caso judicial pendiente, el parlamento letón decidió no imponer restricciones a los exmiembros del Partido Comunista en las elecciones al Parlamento Europeo de 2004. Bajo este permiso, fue elegida eurodiputada en el Parlamento Europeo en junio de 2004 y ganó el juicio a los pocos días con un margen de 5-2. Letonia apeló la decisión de la gran sala del Tribunal Europeo de Derechos Humanos sobre la base que la separación ilegal de Letonia del resto de la Unión Soviética no se había tenido bastante en cuenta, y el 16 de marzo de 2006, el tribunal dictaminó 13-4 que los derechos de Ždanoka no habían sido violados.
En 2005 se convirtió en una de las fundadoras de la Alianza de Rusoparlantes de la Unión Europea.
En el año 2004, se postuló con éxito en el Parlamento Europeo como la candidata del mayor bloque político ruso en Letonia. También obtuvo el escaño en el 2009. Dentro de la cámara comunitaria es miembro del Grupo de Los Verdes/Alianza Libre Europea.
Participó como observadora en el referéndum sobre el estatus político de Crimea de 2014. En mayo, sugirió al Consejo Europeo que se considerara al bloque político ucraniano Sector Derecho como «organización terrorista».

## Críticas
Vladimir Socor, analista político de The Jamestown Foundation, la tildó de «radical» por oponerse a la condición de estado de la nación letona.
En 2024, un informe del sitio web de periodismo de investigación The Insider halló que Ždanoka colaboró al menos desde 2004 con el Servicio Federal de Seguridad (FSB), la agencia de inteligencia rusa.